# Cupido aelianus
Cupido aelianus är en fjärilsart som beskrevs av Fabricius 1793. Cupido aelianus ingår i släktet Cupido och familjen juvelvingar. Inga underarter finns listade i Catalogue of Life.